# Раковець (притока Бистриці Солотвинської)
Раковець (пол. Rakowy) — гірська річка в Україні, у Богородчанському районі Івано-Франківської області. Ліва притока Бистриці Солотвинської (басейн Дністра).

## Опис
Довжина річки 13 км, найкоротша відстань між витоком і гирлом — 10,88 км, коефіцієнт звивистості річки — 1,19 . Формується багатьма безіменними струмками. Річка тече у Східних Карпатах на Гуцульщині.

## Розташування
Бере початок на південно-східних схилах гори Клева (869,8 м). Тече переважно на північний схід через село Жураки і впадає у річку Бистрицю Солотвинську, ліву притоку Бистриці. 
Населені пункти вздовж берегової смуги: Кривець, Раковець, Дзвиняч.

## Цікавий факт
- Біля села Дзвиняч річку перетинає автошлях Р38[3].